# Hevonniemi
Hevonniemi este o arie protejată (arie specială de conservare — SAC, sit de importanță comunitară — SCI) din Finlanda întinsă pe o suprafață de 6.510 ha, integral pe uscat.

## Localizare
Centrul sitului Hevonniemi este situat la coordonatele 61°56′32″N 28°44′34″E / 61.9422°N 28.7428°E.

## Înființare
Situl Hevonniemi a fost declarat sit de importanță comunitară în august 1998 pentru a proteja 2 specii de plante și 2 specii de animale. Situl a fost protejat și ca arie specială de conservare în aprilie 2015.

## Biodiversitate
Situată în ecoregiunea boreală, aria protejată conține 7 habitate naturale: Mlaștini turboase de tranziție și turbării mișcătoare, Pante stâncoase silicioase cu vegetație casmofită, Roci stâncoase cu vegetație pionieră de Sedo-Scleranthion sau Sedo albi-Veronicion dillenii, Taiga vestică, Păduri fino-scandinave bogate în ierburi cu Picea abies, Păduri caducifoliate de mlaștină fino-scandinave, Mlaștini împădurite.
La baza desemnării sitului se află mai multe specii protejate:
- plante (2): Cinna latifolia, Diplazium sibiricum
- mamifere (2): veveriță zburătoare siberiană (Pteromys volans), Pusa hispida saimensis

Pe lângă speciile protejate, pe teritoriul sitului au mai fost identificate 16 specii de plante.